# Pax Sinica
Pax Sinica (latin pour « Paix chinoise ») est un terme historiographique, modelé d’après l’expression originale Pax Romana, appliqué à la période de la paix en Asie orientale, maintenue par l'hégémonie chinoise. Elle couvre généralement les périodes de domination des dynasties Han, Tang et Ming. Pendant ces périodes, la Chine fut la civilisation dominante dans la région, en raison de sa puissance culturelle, politique, économique, et militaire.

## Dynastie Han
La première Pax Sinica du monde oriental fut établie par la dynastie chinoise des Han. Elle  coïncida avec la Pax Romana du monde occidental sous l’égide de Rome.  Elle stimula les voyages lointains et le commerce. La Pax Sinica et Pax Romana commencèrent toutes deux à s’éroder vers l’an 200. 

## Dynastie Tang
La Chine des Tang (618-907) établit un seconde Pax Sinica. Cela fut considéré comme l'un des âges d'or de la Chine. L'économie, le commerce, la culture et la science furent florissante et atteignirent de nouveaux sommets. Au début de la dynastie des Tang, notamment pendant le règne de l'empereur Taizong, les Chinois soumirent leurs voisins nomades. Ceci assura la sécurité et la paix de nombreux itinéraires commerciaux. La Pax Sinica permit un nouvel âge pour l'échange via la route de la soie. La civilisation chinoise devint ouverte et cosmopolite à toutes les personnes proches et lointaines. Beaucoup de gens de différentes origines et confessions se rendirent dans la capitale Chang'an, dont des clercs, des commerçants, et des envoyés d'Inde, de Perse, d'Arabie, de Syrie, de Corée et du Japon.

## Époque contemporaine
Une résurgence de ce terme apparut au cours des dernières années, alors que la montée de la Chine changeait le paysage géopolitique en Asie. Le point de vue que la nouvelle Pax Sinica en Asie centrale pouvait aider à maintenir la stabilité dans la région, fut exprimé.